# (4596) 1981 QB
(4596) 1981 QB – planetoida należąca do grupy Amora, zaliczana do planetoid bliskich Ziemi. Odkrył ją Charles Kowal z Obserwatorium Palomar 28 sierpnia 1981 roku. Obiega Słońce w ciągu 3 lat i 129 dni. Znajduje się średnio w odległości 2,24 au od Słońca. Ma najniższy numer spośród nienazwanych planetoid.